# 磐城市
磐城市（いわきし）は、かつて福島県の浜通りにあった市。1966年（昭和41年）10月1日に他13市町村と新設合併しいわき市となった。現在のいわき市小名浜地区にあたる。

## 沿革
- 1954年（昭和29年）3月31日 - 泉町・江名町・小名浜町・渡辺村が合併して磐城市が発足。
- 1966年（昭和41年）10月1日 - 内郷市・常磐市・平市・勿来市・小川町・遠野町・久之浜町・四倉町・大久村・川前村・田人村・三和村・好間村と合併していわき市が発足。旧・磐城市域は小名浜地区となる。

## 行政

### 歴代首長
| 代 | 氏名     | 就任                      | 退任                      | 備考         |
| -- | -------- | ------------------------- | ------------------------- | ------------ |
| 1  | 立花秀吉 | 1954年（昭和29年）5月10日 | 1956年（昭和31年）6月13日 | 在任中に死去 |
| 2  | 三代義勝 | 1956年（昭和31年）7月29日 | 1966年（昭和41年）9月30日 | 廃止         |